# La Truchère
La Truchère ist eine französische Gemeinde mit 204 Einwohnern (Stand: 1. Januar 2022) im Département Saône-et-Loire in der Region Bourgogne-Franche-Comté. Sie gehört zum Arrondissement Mâcon und zum Kanton Tournus. La Truchère ist Mitglied im Gemeindeverband Communauté de communes Mâconnais-Tournugeois.

## Geographie
La Truchère liegt etwa 23 Kilometer nordnordöstlich von Mâcon und etwa 34 Kilometer südsüdöstlich von Chalon-sur-Saône im Weinbaugebiet Bourgogne. Hier mündet die Seille in die Saône. Umgeben wird La Truchère von den Nachbargemeinden Préty im Norden, Ratenelle im Osten, Sermoyer im Süden und Südosten sowie Le Villars im Westen und Nordwesten.

## Bevölkerungsentwicklung
| Jahr                      | 1962 | 1968 | 1975 | 1982 | 1990 | 1999 | 2006 | 2011 | 2016 |
| Einwohner                 | 220  | 223  | 182  | 211  | 202  | 218  | 225  | 198  | 223  |
| Quelle: Cassini und INSEE |      |      |      |      |      |      |      |      |      |

## Sehenswürdigkeiten
- Kirche Saint-Roch
- Steinkreuz, Monument historique seit 1927

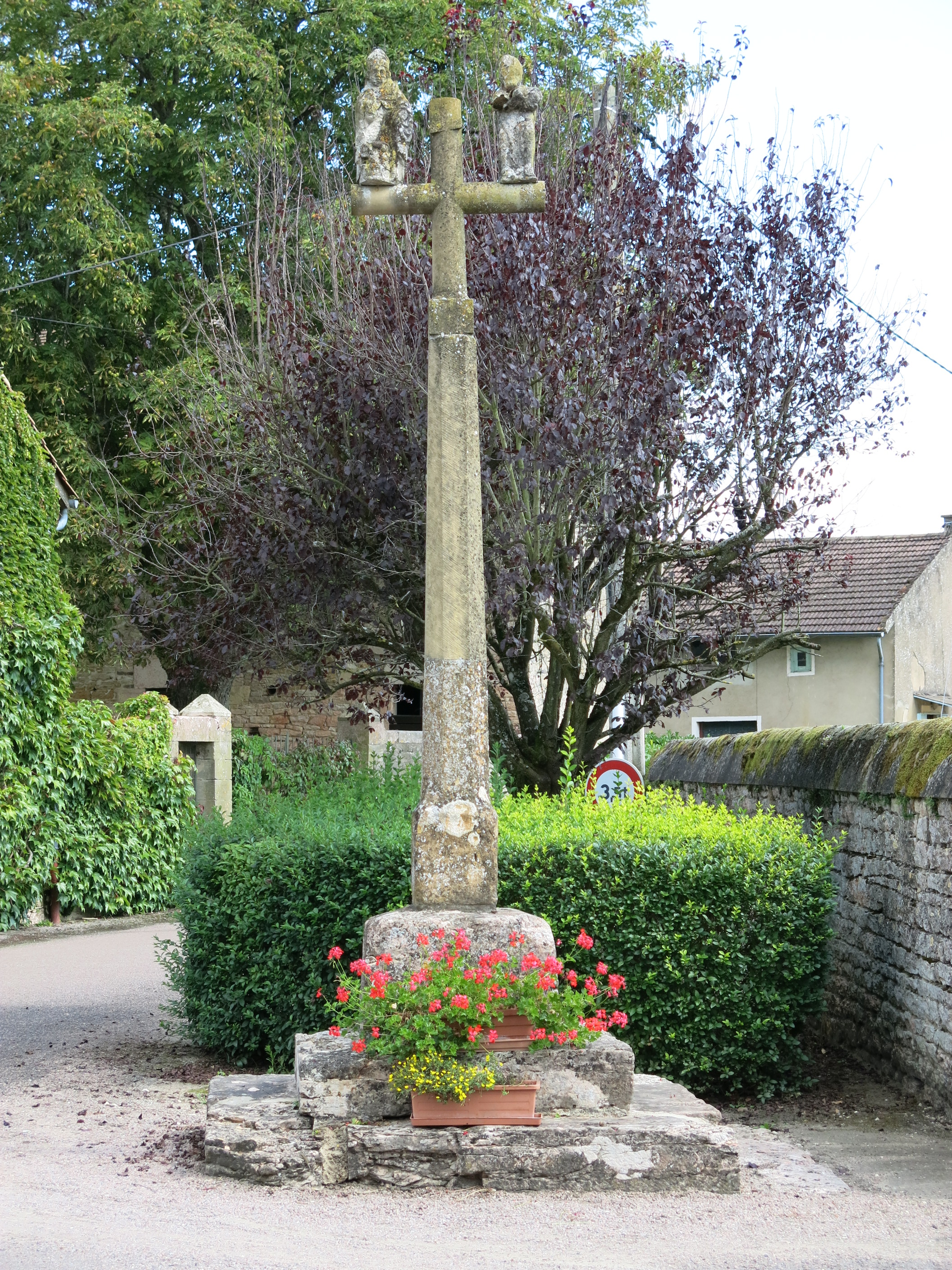
Steinkreuz